# Храм Усекновения главы Иоанна Предтечи (Кибергино)
Це́рковь Усекнове́ния главы́ Иоа́нна Предте́чи — православный храм в селе Кибергино Тейковского района Ивановской области. Расположен на высоком берегу реки Нерли. Храм относится к Шуйской епархии Русской православной церкви.
Построен в 1765 году на месте упразднённого мужского монастыря. Основной объём храма выполнен в стиле русское барокко, тогда как колокольня и боковые приделы, пристроенные позднее, являются образцом классицизма. В советский период храм был закрыт, а его настоятель, священник Александр Поспелов, был репрессирован и впоследствии прославлен в лике священномучеников. Богослужения возобновились в 1990 году. Является объектом культурного наследия.

## История

### Легенды о происхождении названия села
Существует несколько версий происхождения названия «Кибергино». Согласно одной из легенд, связанной с монгольским нашествием, монголо-татарский разведчик, увидев монастырь, прокричал «Кибиль ди!» («Иди сюда!»). Монахи оказали сопротивление, но монастырь был сожжён, а иноки спаслись через подземный ход. Со временем этот выкрик трансформировался в название местности.
Другая версия связывает название с языком финно-угорского племени меря и переводит его как «каменистый берег». Эта гипотеза подкрепляется тем, что в окрестностях села исторически добывали большое количество валунов, которые использовались для мощения улиц в Иваново-Вознесенске, Москве и Санкт-Петербурге.
Писатель Дмитрий Сахаров в рассказе «Сторона лесная» также приводит легенду о том, как монахи Предтеченского монастыря спасали на плотах беженцев из разорённого монголами Суздалья, переправляя их на другой берег Нерли.

### Предтеченский монастырь
Ранее на месте храма располагался Предтеченский мужской монастырь. Первые упоминания о нём относятся к 1509 году, когда игуменом был Савва. В XVII веке обитель владела 53 крестьянскими дворами и имела подворье в Суздальском кремле. В 1652 году монастырь был приписан к Саввино-Сторожевскому монастырю города Звенигорода. В 1764 году в ходе секуляризационной реформы монастырь был упразднён.

### Строительство и развитие храма
На месте упразднённой обители в 1765 году была возведена каменная церковь в честь Усекновения главы Иоанна Предтечи. Изначально в храме было пять престолов: главный в холодной церкви и два придела (Боголюбской иконы Божией Матери и Николая Чудотворца), а также два престола в тёплой трапезной (Святой Живоначальной Троицы и пророка Илии).
В первой половине XIX века к храму была пристроена трёхъярусная колокольня. В 1873 году с северной и южной сторон к основному объёму (четверику) добавили боковые приделы, была расширена трапезная и надстроен световой барабан.
Ежегодно в престольный праздник, 29 августа (11 сентября), в селе проводилась крупная ярмарка. Рядом с церковью сохранилось мраморное надгробие конца XVIII века.

### Советский период и священномученик Александр Поспелов
В 1920-е годы настоятелем храма был священник Александр Поспелов. Он открыто выступал в проповедях против гонений на веру. Весной 1929 года, когда в село прибыли рабочие для снятия колоколов, отец Александр и прихожане выразили протест. Вскоре по доносу местных активистов он был арестован ОГПУ и приговорён к трём годам заключения в Соловецком лагере. После освобождения он не смог вернуться в Кибергино и продолжил служение в Нижегородской области. В ноябре 1937 года протоиерей Александр Поспелов был вновь арестован и по приговору тройки НКВД расстрелян. В 2000 году он был причислен к лику новомучеников и исповедников России.
В 1930-е годы храм был окончательно закрыт. Здание использовалось как конюшня, склад зерна и минеральных удобрений. Иконостас был разорен, а старинную икону Божией Матери «Знамение» использовали как настил для скота в совхозном коровнике. Позже одна из работниц тайно спасла икону, и со временем образ был передан в действующий храм села Стебачёво. В середине XX века был утрачен шпиль колокольни, а настенная живопись второй половины XIX века сохранилась лишь фрагментарно.

### Восстановление и современность
Возрождение храма началось в 1988 году по инициативе настоятеля церкви в селе Стебачёво игумена Германа (Гречухина), который обратился к районным властям с просьбой передать здание верующим. Восстановительные работы велись силами местных жителей. По словам отца Германа, «за один год подняли то, что разрушалось десятилетиями». Богослужения возобновились в 1990 году, когда владыка Амвросий освятил центральный престол.
Одной из самых сложных задач стало восстановление шпиля колокольни, который устанавливали с помощью вертолёта. В последующие годы были освящены и другие приделы:
1991 год — приделы Боголюбской иконы Божией Матери и Святителя Николая Чудотворца;
2003 год — придел Святых Царственных страстотерпцев;
2004 год — придел в честь преподобномучениц великой княгини Елисаветы и инокини Варвары.
В настоящее время в храме совершаются богослужения в честь его небесного покровителя — священномученика Александра Поспелова. За труды по возрождению храма игумен Герман был удостоен знака отличия «Трудовая доблесть России».

## Архитектура
Храм является характерным для региона образцом барочной сельской церкви с более поздними пристройками в стиле классицизма. Первоначальный объём представляет собой квадратный в плане четверик, увенчанный гранёной главкой на световом барабане. К нему примыкает прямоугольный алтарь со скруглённой апсидой. Декор четверика включает пилястры с выпуском угла и раскрепованный над ними широкий карниз — элементы, характерные для барокко.
Пристроенные в XIX веке боковые приделы оформлены как монументальные восьмиколонные портики с трёхчетвертными колоннами, сгруппированными попарно. Трёхъярусная колокольня, состоящая из трёх уменьшающихся четвериков, окружена галереей из парных колонн, а её углы акцентированы башенками.
Внутреннее пространство четверика перекрыто сомкнутым сводом со световым кольцом. В трапезной, имеющей четыре столпа, использована система парусных сводов. На сводах четверика сохранились фрагменты настенной живописи второй половины XIX века.